# Acer rotundilobum
Acer rotundilobum é uma espécie de árvore do gênero Acer, pertencente à família Aceraceae.